# Bellator 246
Bellator 246: Archuleta vs. Mix è stato un evento di arti marziali miste tenuto dalla Bellator MMA il 12 settembre 2020 al Mohegan Sun Arena di Uncasville negli Stati Uniti.

## Risultati
|                                        | Divisione            |                 |                 |                 | Metodo                                          | Round           | Tempo           | Premio          |
| Card Principale                        | Card Principale      | Card Principale | Card Principale | Card Principale | Card Principale                                 | Card Principale | Card Principale | Card Principale |
| -------------------------------------- | -------------------- | --------------- | --------------- | --------------- | ----------------------------------------------- | --------------- | --------------- | --------------- |
| Sfida valida per il titolo di campione | Pesi gallo           | Juan Archuleta  | batte           | Patrick Mix     | Decisione unanime (49-46, 48-47, 48-47)         | 5               | 5:00            |                 |
|                                        | Pesi welter          | Neiman Gracie   | batte           | Jon Fitch       | Sottomissione (heel hook)                       | 2               | 4:47            |                 |
|                                        | Pesi mosca femminili | Liz Carmouche   | batte           | DeAnna Bennett  | Sottomissione (rear-naked choke)                | 3               | 3:17            |                 |
|                                        | Pesi leggeri         | Keoni Diggs     | batte           | Derek Campos    | Sottomissione (rear-naked choke)                | 3               | 3:17            |                 |
| Card Preliminare                       |                      |                 |                 |                 |                                                 |                 |                 |                 |
|                                        | Pesi medi            | Daniel Madrid   | batte           | Pat Casey       | Decisione non unanime (28-29, 30-27, 29-28)     | 3               | 5:00            |                 |
|                                        | Pesi leggeri         | Ty Gwerder      | batte           | George Tokkos   | KO tecnico (pugni e ginocchiate)                | 3               | 1:05            |                 |
|                                        | Pesi massimi         | Davion Franklin | batte           | Ras Hylton      | Decisione tecnica unanime (30-27, 30-27, 30-27) | 3               | 1:37            |                 |